# Маджакипов, Таджимбай
Таджимбай Маджакипов (кирг. Тажыбай Мажакыпов; 1906 год — 1986 год) — бригадир колхоза имени Кагановича Янги-Наукатского района Ошской области, Киргизская ССР. Герой Социалистического Труда (1950).

## Биография
Родился в 1906 году в крестьянской семье в селе Караван.
Трудился рядовым колхозником в колхозе имени Кагановича Янги-Накаутского района. С 1936 года — бригадир табаководческой бригады.
В 1949 году бригада Таджимбая Маджакипова собрала в среднем по 19,34 центнера сырого табачного листа с каждого гектара на участке площадью 19 гектаров. За выдающиеся трудовые достижения удостоен звания Героя Социалистического Труда указом Президиума Верховного Совета СССР от 29 мая 1950 года с вручением ордена Ленина и золотой медали «Серп и Молот».
С 1969 года — персональный пенсионер союзного значения. Проживал в родном селе.
Скончался в 1986 году.